# Hughes Hall

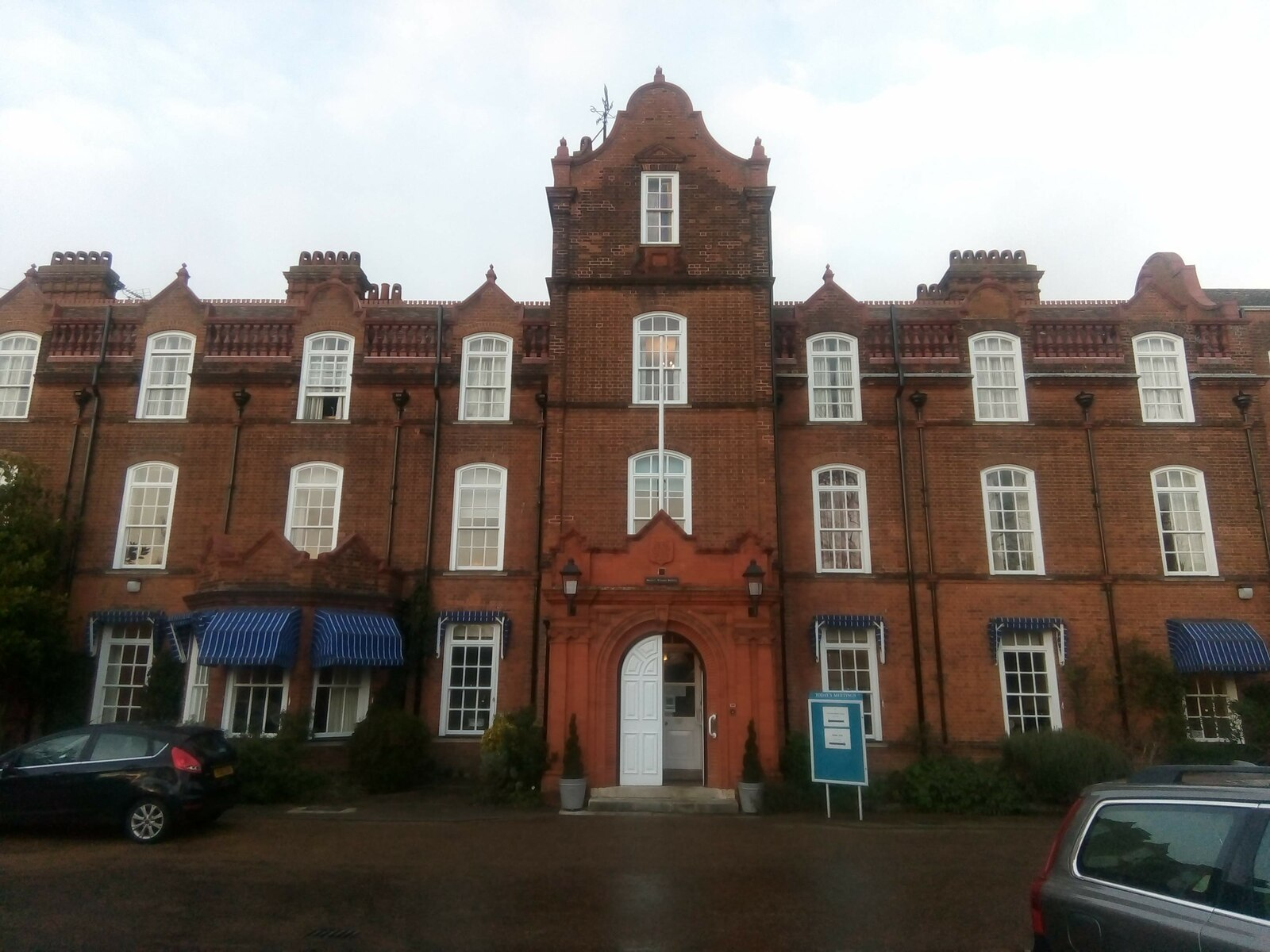
Hughes Hall

Heraldiskt vapen

Hughes Hall är ett college vid University of Cambridge i England. Majoriteten av studenterna är doktorander, även om nästan en femtedel av studentpopulationen består av personer som är 21 år och äldre och som studerar kurser på grundnivå. Hughes Hall grundades på 1800-talet som Cambridge Training College for Women med syftet att tillhandahålla ett college som ägnar sig åt att utbilda kvinnliga akademiker för läraryrket. Sedan dess har det utvidgats och expanderat för att stödja en gemenskap av studenter och forskare, både manliga och kvinnliga, som arbetar inom alla akademiska områden på universitetet.
Colleget är inrymt i ett antal 1800- och 1900-talsbyggnader på en plats intill cricketplanen Fenner's och mellan stadens centrum och järnvägsstationen.

## Historia
År 1878 inrättade University of Cambridge ett lärarutbildningssyndikat för att utveckla en utbildningsplan för studenter vid universitetet som hade för avsikt att bli lärare. Hughes Hall grundades 1885 som ett college för kvinnliga doktorander som tog lärarutbildningens läroplan. Viktiga bland dess tidiga anhängare och grundare var pastor G. F. Browne, lärare vid St Catharine's College, Frances Buss, rektor vid North London Collegiate School, Anne Clough, förste rektor vid Newnham College, och professor James Ward, lärare vid Trinity College.
Colleget grundades som 'Cambridge Training College for Women, och började med 14 studenter i ett litet hus i Newnham som hette Crofton Cottage. Den första rektorn var Elizabeth Phillips Hughes (1851-1925), som hade en examen från Newnham College, som var i tjänst från 1885 till 1899. År 1895 flyttade skolan till en specialbyggd byggnad, designad av arkitekten William Fawcett, med utsikt över Fenners cricketplan - som fortsätter att vara den viktigaste collegebyggnaden än i dag. En av de första studentstudenterna, Molly Thomas, berättade om den första klassens studenterfarenheter i A London Girl of the 1880s, publicerad under hennes gifta namn, M.V. Hughes.
Efter erkännandet av fullt medlemskap i universitetet för kvinnor 1947 blev skolan en erkänd institution av universitetet 1949 och döptes om till Hughes Hall för att hedra dess första rektor. Högskolan blev en godkänd stiftelse för universitetet 1985 och fick ett kungligt privilegiebrev som markerade dess fullständiga collegestatus 2006.
Skolans första manliga studenter anlände 1973, vilket gjorde Hughes Hall till den första av de helt kvinnliga högskolorna som tog emot män, och från den tiden började studenterna studera ett bredare utbud av anslutna forskarutbildningar. Antalet studerande ökade gradvis under 1980- och 1990-talen. Idag har Hughes Hall cirka 700 doktorander och cirka 200 studenter, alla studenter är "mogna" (över 21 år), och skolan rymmer studier i det breda utbudet av studier som undervisas på universitetet. Högskolan är en av de mest internationella högskolorna i Cambridge, med sina studenter som representerar över 60 nationaliteter.
I november 2019 avgick prins Andrew som hedersledamot i Hughes Hall i samband med Jeffrey Epstein-skandalen.

## Byggnader och områden

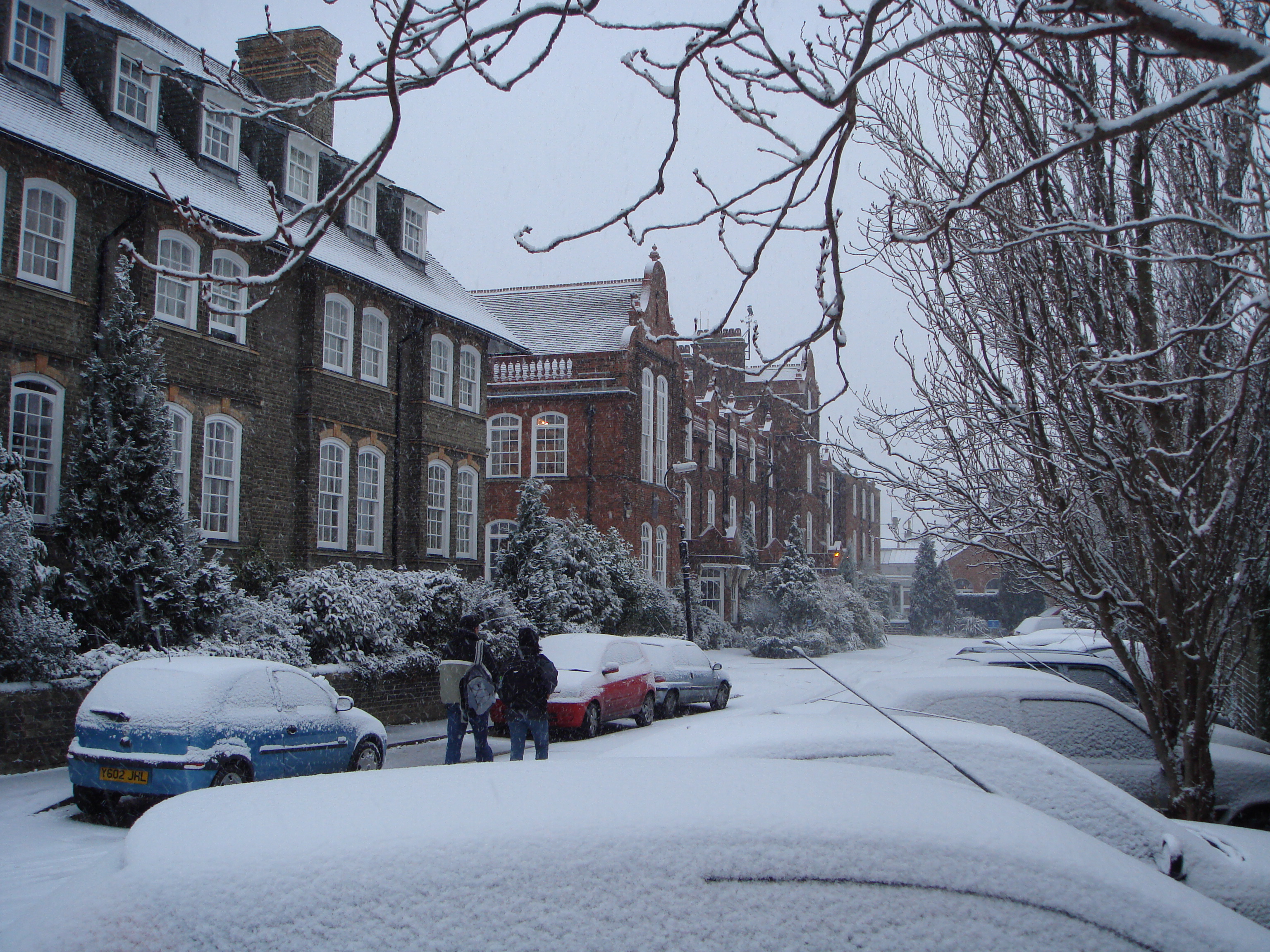
Wollaston Lodge och Margaret Wileman Building

Högskolans huvudbyggnad, känd som Wileman Building, ritades av arkitekten William Fawcett och byggdes 1895. Den öppnades av den liberale politikern George Robinson. Byggnaden är kulturminnesmärkt med rött tegel i nyholländsk stil, och har en anmärkningsvärd terrakottaveranda. En flygel i Wileman Building har fått namnet Pfeiffer-flygeln, efter makarna Jürgen Edward Pfeiffer och Emily Jane Pfeiffer som finansierade en stor del av byggkostnaderna som en del av deras uppdrag att stödja och utveckla kvinnors utbildning. Byggnaden, och dess modernare flyglar, innehåller studentrum, högskolans bibliotek, sociala utrymmen och studieutrymmen samt olika administrativa kontor på högskolan. Vägg i vägg med Wileman Building ligger Wollaston Lodge, en symmetrisk byggnad från tidigt 1900-tal i putsat tegel, ritad av Edward Schroeder Prior, som erbjuder ytterligare studentbostäder.
Nyare byggnader på collegeområdet, som alla erbjuder boende och andra faciliteter för studenter, inkluderar Chancellor's Court, som invigdes 1992 av den dåvarande universitetskanslern prins Philip, och Centenary Building, som öppnade 1997. År 2005 öppnade Hughes en ny bostads-, mat- och mötesbyggnad, Fenner's Building, som ligger bredvid och har utsikt över universitetets cricketplan, även kallad Fenner's. Det är möjligt att se spiran på kyrkan Our Lady and the English Martyrs Church - den högsta kyrkspiran i Cambridge - från byggnadens fönster och terrasser som vetter mot väster. Högskolan äger också ett antal hus i det närliggande området som erbjuder ytterligare studentbostäder.
År 2014 förvärvade högskolan den tidigare Cambridge University-gymnastikbyggnaden på Gresham Road, som ligger tvärs över cricketplanen från huvudskolans plats, för att utvecklas som en ny anläggning – byggandet började på platsen 2015.

## Studentliv

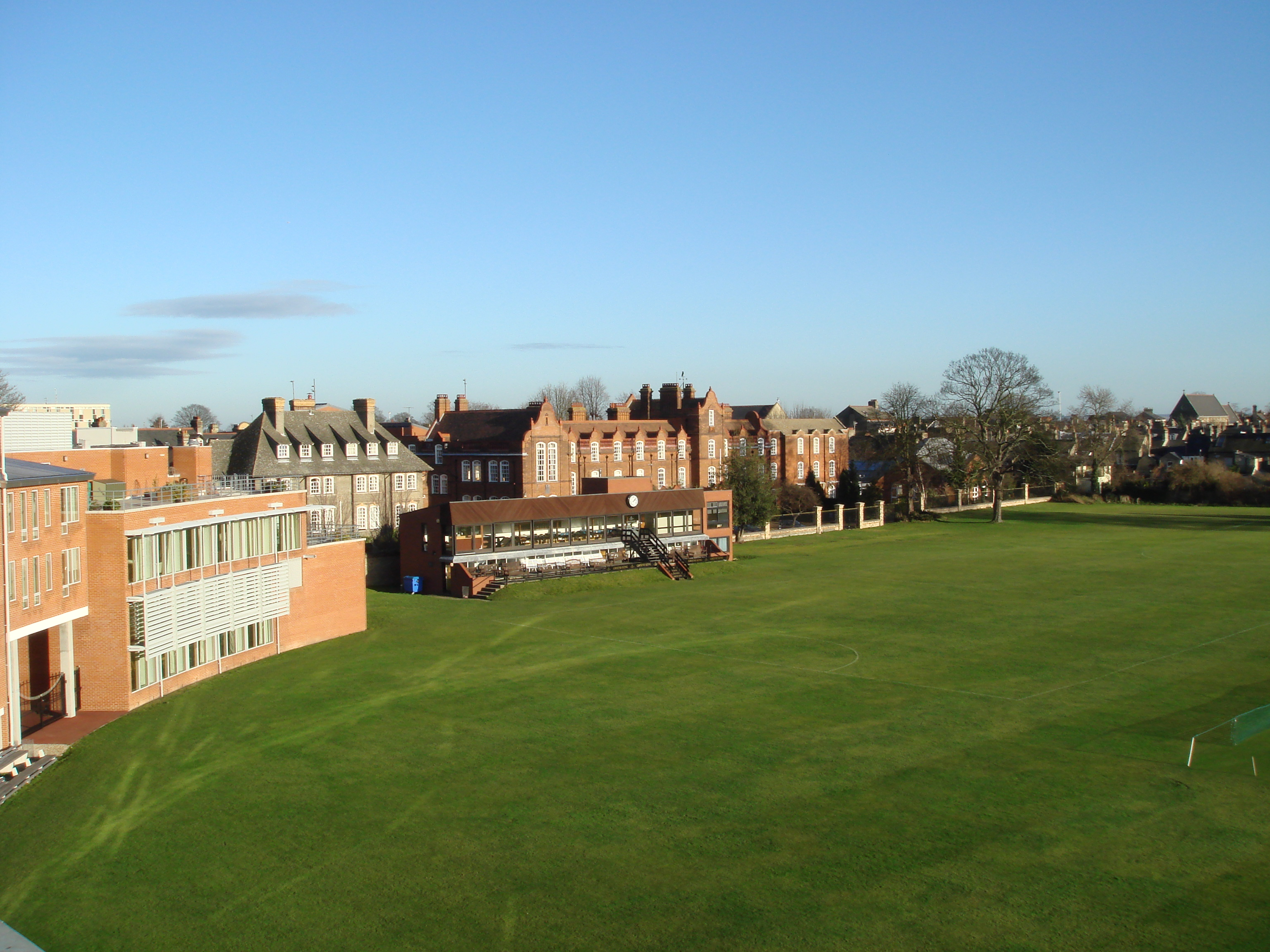
Cricketplanen The Fenner's

Studenter och lärare vid skolan deltar i forskning och studier över hela spektrumet av University of Cambridges verksamhetsområden. Hughes Hall är känt för sin internationella och egalitära etos. Studenterna har tillåtelse att gå på collegets gräsmattor.
Skolans historiska etablering på 1800-talet med syftet att stödja forskarutbildning i pedagogik har fortsatt och utvecklats över tid med ett betydande antal studenter som varje år tar kurser inom professionella och tillämpade områden, vid sidan av de som studerar och bedriver forskning inom mer traditionella konst- och humanistiska ämnen. Med en huvudsakligen forskarutbildning delar studenter faciliteter och en intellektuell kultur med doktorander och MPhil-studenter.

### Föreningar och idrott
Hughes Hall har en aktiv studentsportkalender med collegelag i friidrott, badminton, basket, cricket, fotboll, rodd, rugby, squash, bordtennis med mera. Skolans studenter är också aktiva inom idrott och lag på universitets- och nationell nivå.
Det finns ett antal collegeföreningar, bland annat en schackklubb, ett filmsällskap, en skrivgrupp och ett lagsamfund. Högskolans "Hat Club" organiserar evenemang där studenter och stipendiater presenterar artiklar om sin forskning och studier för en publik av högskolemedlemmar, och Enterprise Society stöder och uppmuntrar studenter med intresse för att starta eget företag.

### Musik
Skolans huvudsakliga föreställningsutrymme är Pavilion Room som är platsen för ett antal vanliga musikgrupper och organisationer.  The Stradivari Trust, Cambridge Graduate Orchestra och skolans Margaret Wileman Society använder utrymmet regelbundet. Det finns också ett program med konserter för studenter, bland annat av högskolans kör som omfattar studenter och lärare från Hughes Hall.